# Peter Stumbb
Peter Stumbb (1525-31 octobre 1589) ou Peter Stubbe (parfois nommé Peter Stube, Pe(e)ter Stubbe, Peter Stübbe ou Peter Stumpf), était un fermier allemand condamné à mort après avoir avoué sous la torture être un tueur en série et un cannibale, et avoir assassiné 13 enfants et deux femmes enceintes. 
Il aurait été confondu alors qu'il s'apprêtait à commettre un nouveau crime atroce. En voulant mordre une fillette, alors que cette dernière avait le cou protégé par une pièce de métal, Stumbb se serait brisé les dents et les villageois, alertés, l'auraient poursuivi, l'un d'entre eux parvenant à lui sectionner une main alors qu'il tentait de fuir dans la forêt. 
Capturé peu après et confondu à cause de sa main coupée, la légende raconte qu'il avait encore sa forme animale peu avant sa capture. Il est connu sous le nom de « loup-garou de Bedburg ».

## Sources
La source la plus complète sur le cas est une brochure de seize pages éditée à Londres en 1590, traduction d'un texte allemand dont aucune copie n'a survécu. La brochure anglaise, dont seulement deux exemplaires ont été conservés, a été redécouverte par Montague Summers en 1920. Elle décrit la vie de Stumbb et ses crimes et le jugement, et inclut beaucoup de rapports des voisins et des témoins des crimes,. Des informations complémentaires sont fournies par le journal de Hermann von Weinsberg, un échevin de Cologne, et par un certain nombre de feuilles illustrées imprimées dans le sud de l'Allemagne, qui étaient probablement basées sur la version allemande de la brochure de Londres. Les documents originaux sont perdus sans doute à cause des guerres pendant les siècles suivants.

## L'histoire

### L'homme
Peter Stumbb est né dans le village d'Epprath, près de Cologne. Sa date de naissance n'est pas connue, les registres paroissiaux ayant été détruits pendant la guerre de Trente Ans (XVIIe siècle). Fermier riche, il était un membre influent de sa communauté rurale. Dans les années 1580, il aurait été veuf avec deux enfants, une fille appelée Beele (Sybil), qui semble avoir plus de quinze ans, et un fils d'un âge inconnu. Dans les années précédant son jugement, il a eu une relation intime avec une parente éloignée appelée Katharina Trump (« Trumpen » également écrit ou « Trompen »).

### Accusations
En 1589, Stumbb a eu un des plus sinistres et des plus célèbres jugements de loup-garou de l'histoire. Après avoir été soumis à un début d'écartèlement sur un chevalet et avant la poursuite de la question, il a admis pratiquer la magie noire depuis ses douze ans. Il a dit que le diable lui avait donné une ceinture magique, qui lui a permis de se métamorphoser en prenant « l'apparence d'un loup, avide, fort de voracité et puissant, avec les yeux grands et larges, qui miroitaient comme le feu dans la nuit, une bouche grande et large, avec des dents pointues, un corps énorme, et les pattes puissantes. » Pour revenir à sa forme humaine, il devait enlever sa ceinture. Aucune ceinture ne fut trouvée après son arrestation.
Stumbb a également avoué avoir été, pendant vingt-cinq ans, « un buveur de sang  insatiable » qui s'était gorgé de la chair de chèvres, agneaux, et moutons, aussi bien que de celles d'hommes, de femmes et d'enfants. Il a reconnu avoir tué et mangé au total quatorze enfants, deux femmes enceintes, et leurs fœtus. L'un des quatorze enfants était son propre fils, dont il aurait dévoré le cerveau.
Outre ces accusations d'être un tueur en série et un cannibale, Stumbb était également accusé d'inceste avec sa fille, qui a été condamnée à mort avec lui, et avec une parente éloignée, ce qui a été également considéré comme incestueux selon la loi. En outre, il a également admis avoir eu des rapports avec un succube qui lui aurait été envoyé par le diable.

### Exécution
A la hauteur des abominables crimes qu'il avait confessés, son exécution fut l'une des plus brutales possibles : il a subi le supplice de la roue. Tout d'abord il fut écorché vif, puis ses membres ont été cassés à coups de maillet. Il a été finalement décapité et a été brûlé sur un bûcher. Sa fille Sybil (Beell) et sa maîtresse Katharina ont été étranglées et brûlées avec lui. Les sources n'indiquent pas leurs crimes à elles. Comme avertissement contre ce comportement, les autorités locales ont érigé un poteau avec la roue de torture et la figure d'un loup au-dessus, ainsi que la tête tranchée de Stumbb. Ce modus operandi bien précis fut destiné à l'empêcher de ressusciter sous sa forme animale, Stumbb laissa derrière lui un enfant, dont on n'eut aucune nouvelle.

## Critique historique
Cette exécution d'un loup-garou s'inscrit dans un contexte historique où, dans diverses régions d'Allemagne, les supposées sorcières ou suppôts du diable étaient traqués puis condamnés après des séances de torture qui conduisaient à des aveux extravagants tels que ceux de Peter Stumbb. (La littérature recense quelque 250 procès de loup-garou entre 1423 et 1720.) Il est donc impossible de déterminer si Stumbb a vraiment commis les crimes pour lesquels il fut condamné.
Bien qu'il soit possible qu'il ait réellement été un meurtrier, un certain nombre de détails dans la brochure de Londres ne concordent pas avec les faits historiques. Ainsi, la participation de représentants de la haute aristocratie - dont le nouvel archevêque et électeur de Cologne - semble a priori étonnante. D'autre part, les années où Stumbb est censé avoir commis la plupart de ses crimes (1582-1589) ont été marquées par des guerres internes dans l'électorat de Cologne, après l'introduction du protestantisme par l'ancien archevêque Gebhard Truchsess von Waldburg. Le meurtre et la violence étaient alors monnaie courante. Stumbb était certainement un converti au protestantisme et il avait été soutenu par le comte Adolf de Neuenahr, qui était également le seigneur de Bedburg. Après que les protestants eurent été défaits en 1587, le château de Bedburg tomba entre les mains du comte Werner de Salmonella-Reifferscheidt-Dyck, un fervent catholique prêt à tout pour rétablir le catholicisme romain et qui fit de ce château le quartier général d'une troupe de mercenaires catholiques. Ainsi il n'est pas inconcevable que le jugement du prétendu loup-garou ait été un jugement politique à peine dissimulé, organisé avec la complicité du nouveau seigneur de Bedburg, afin de terroriser la population protestante de ce territoire à présent réoccupé par les catholiques. Cette hypothèse peut expliquer la présence inhabituelle de hautes personnalités à son procès et à son supplice.
Enfin on a observé que son nom est proche de l'allemand Stumpf qui signifie moignon. Étant donné le rôle que joue son bras coupé dans l'histoire, cela milite pour une construction essentiellement apocryphe de cette histoire extraordinaire.

## Culture populaire
- Le groupe de heavy metal américain Macabre a enregistré une chanson sur Peter Stumpp, intitulée The Werewolf of Bedburg; elle peut être trouvé sur l'album Murder Metal.
- Dans la Pine Deep Trilogy du romancier et folkloriste Jonathan Maberry, Peter Stumpp est le méchant surnaturel Ubel Griswold. Depuis Griswold est un des alias historiques de Stumpp, Maberry a décidé d'utiliser le nom d'Ubel Griswold au lieu de dire ouvertement aux gens que le méchant était le célèbre loup-garou Peter Stumpp jusqu'à plus tard dans le troisième livre de la série, Bad Moon Rising.
- Dans le livre de Jim Butcher Fool Moon, il y a plusieurs personnages qui utilisent des ceintures enchantées pour se transformer en loups, à la manière de Peter Stump.
- Une référence à Peter Stumpp se trouve également dans le livre de William Peter Blatty, L'Exorciste : quand le père Karras et Kinderman parlent du satanisme, ils disent : « Horrible, Père. Est-ce que c'était une théorie ou bien un fait ? » « Eh bien, il y a William Stumpf, par exemple, ou Peter, je ne m'en souviens pas, de toute façon, un Allemand du XVIe siècle qui pensait qu'il était un loup-garou. »
- Le film direct-to-video Scooby-Doo : Tous en piste utilise une partie de la gravure sur bois de Lukas Mayer de l'exécution de Stumpp en 1589, bien que dans le film aucune mention de Stumpp ne soit faite. La partie utilisée représente un homme coupant la patte gauche d'un loup-garou (Stumpp sous forme de loup-garou) et un enfant attaqué par un loup-garou. La scène de gravure sur bois montrée dans le film restaure la patte gauche du loup-garou et enlève l'enfant dans les mâchoires du deuxième loup-garou, donnant l'impression que l'épéiste combat l'un des loups-garous tandis qu'un autre s'enfuit.
- Dans le drame audio de la série Doctor Who intitulée Loups-Garoux, Pieter Stubbe est un véritable loup-garou. Il réussit à s'échapper avant d'être exécuté et vit cinq siècles de plus. Il a été vaincu par le Cinquième Docteur au Brésil en 2080. Il est supposé avoir dévoré la grande-duchesse Anastasia et John Bingham, 7e comte de Lucan.
- La journaliste et écrivaine J.E. Reich a partiellement fondé sa nouvelle Les Loups-garous d'Anspach, nommée pour plusieurs prix, sur la vie de Peter Stumpp[4].
- L'histoire de Peter Stumpp a également été racontée dans la série podcast Lore d'Aaron Mahnke (épisode 3 : The Beast Within), sorti le 6 avril 2015). Dans l'adaptation pour Amazon de cette série Lore aussi due à Aaron Mahnke, le rôle de Peter Stumpp a été joué par Adam Goldberg.
- L'affaire a inspiré le roman de Neil MacKay, The Wolf Trial (Glasgow, Freight Books, 2016.  (ISBN 978-1-910449-72-1)).
- Dans son livre Kornwolf [5] Tristan Egolf donne à l'avenir de sa lignée une place prépondérante.
- Le groupe de metal allemand Powerwolf, publie, le 17 mai 2024, une musique intitulée 1589, en référence à cette affaire et retraçant la vie de Peter Stumpp[6].